# Psaphida viridescens
Psaphida viridescens là một loài bướm đêm trong họ Noctuidae.